# Premio Europeo del Espacio Público Urbano

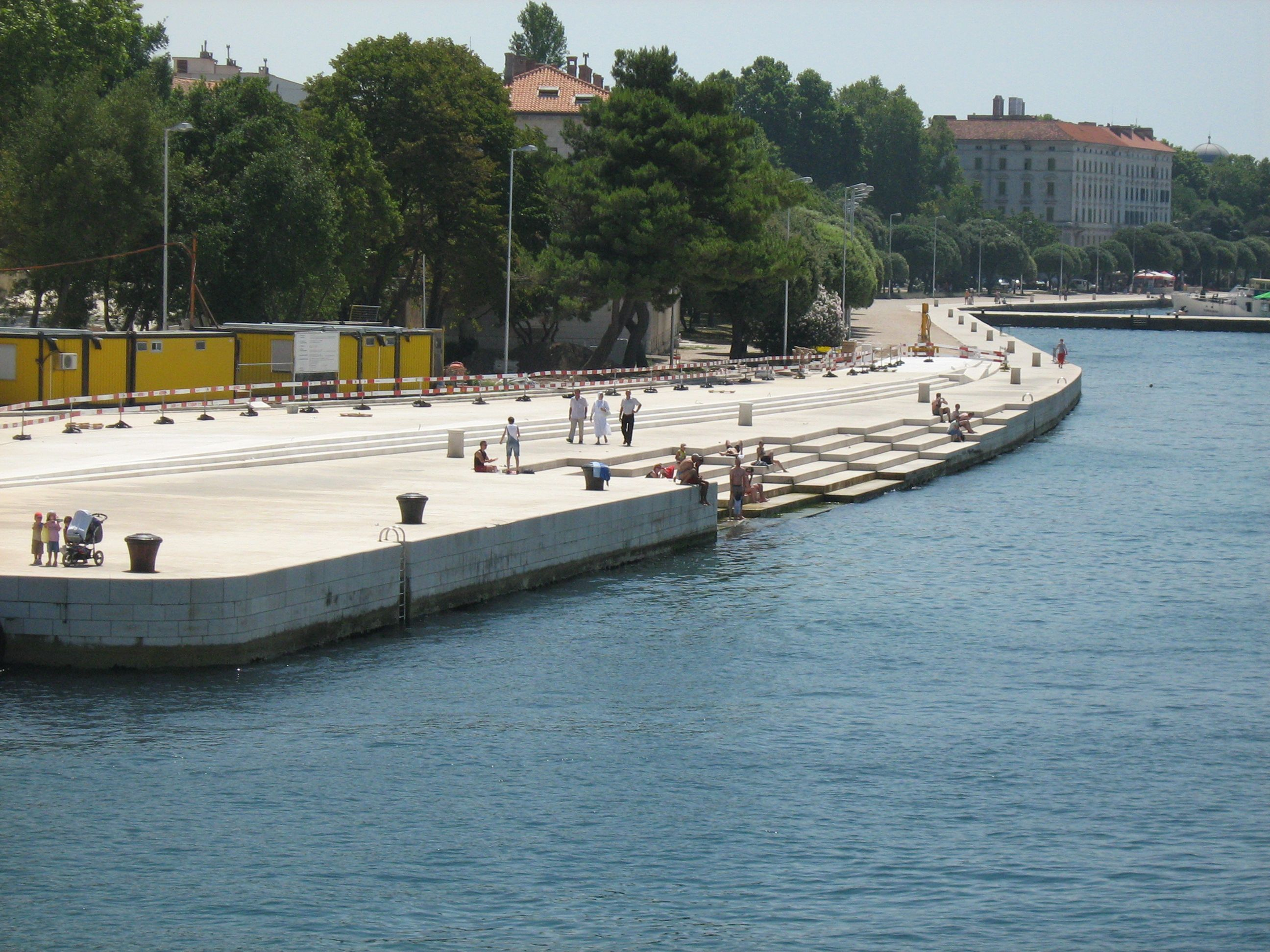
Órgano marino, Zadar, Croacia (ganador 2006).

El Premio Europeo del Espacio Público Urbano es un certamen bienal que pretende reconocer y fomentar la inversión de las administraciones públicas en la creación, conservación y mejora del espacio público urbano, entendiendo su estado como un claro indicador de la salud cívica y democrática de Europa. Está organizado por el Centro de Cultura Contemporánea de Barcelona (CCCB, Barcelona) en colaboración con la Cité de l'Architecture et du Patrimoine (París), el Nederlands Architectuurinstituut (NAi, Rotterdam), el Architekturzentrum Wien (Az W, Viena), el Suomen Rakennustaiteen Museo (SRM, Helsinki), la Architecture Foundation (AF, Londres)y el Museo Alemán de Arquitectura (Frankfurt). Desde su primera edición, en el año 2000, el premio se ha convocado con el objetivo de resaltar y difundir las obras más significativas de creación y remodelación de espacios urbanos de titularidad pública en toda Europa.
Las obras que optan al premio son presentadas a concurso por sus instituciones promotoras o por sus autores y su naturaleza abarca desde la pequeña escala de instalaciones artísticas efímeras hasta la gran escala de extensas transformaciones urbanísticas. El ámbito del premio se extiende a todos aquellos países que forman parte del continente europeo, islas incluidas.
El Jurado del premio es internacional y está formado por los directores de las instituciones convocantes y/o por reconocidos profesionales de prestigio que actúan en su representación. 
El premio tiene carácter honorífico y se otorga conjuntamente a la institución promotora de la obra y a sus autores. Los ganadores del premio reciben una placa conmemorativa para ser instalada en el espacio público galardonada, así como el correspondiente diploma acreditativo. Las obras ganadoras, las finalistas y una selección hecha por el jurado se publicarán en el Archivo Europeo del Espacio Público Urbano, una recopilación de las mejores intervenciones presentadas al certamen desde sus orígenes.

## Historia del premio
Estas son las obras galardonadas en las siete ediciones del premio celebradas hasta hoy:
- 2000: Primera edición 
  - Premio ex –aequo: Explanada de Smithfield (Dublín, Irlanda, 2000)
  - Premio ex –aequo: Centro Multifuncional de Can Mulà (Mollet del Vallés, España, 2000)
  - Mención honorífica: Parque del Ter Central (Gerona, España, 2000)

- 2002: Segunda edición 
  - Premio ex –aequo: Parque de Reudnitz (Leipzig, Alemania, 2002)
  - Premio ex –aequo: Recuperación del cauce y riberas del río Gállego (Zuera, España, 2001)
  - Mención honorífica: Programa de rehabilitación urbana de la Marinha da Silvade (Espinho, Portugal, 2002)
  - Mención honorífica: Skatepark de la avenida Westnlaak (Róterdam, Países Bajos, 2001)
  - Mención honorífica: Recuperación medioambiental del tramo final del río Besòs (Barcelona, España, 2000)

- 2004: Tercera edición 
  - Premio ex –aequo: Restauración paisajística del depósito controlado de la Vall d’en Joan (Begas, España. 2003)
  - Premio ex –aequo: Remodelación del paseo del Óvalo, la Escalinata y su entorno (Teruel, España. 2003)
  - Mención honorífica: Havnebadet (Copenhague, Dinamarca, 2003)
  - Mención honorífica: Tenerife Verde (lote 9) (Buenavista del Norte, España, 2002)
  - Mención honorífica: Parque Tilla-Durieux (Berlín, Alemania, 2003)
  - Mención honorífica: Stortorget (Kalmar, Suecia, 2003)

- 2006: Cuarta edición 
  - Premio ex –aequo: Órgano marino (Zadar, Croacia, 2005)
  - Premio ex –aequo: A8ernA (Zaanstadt, Países Bajos, 2006)
  - Mención especial del jurado: ZwischenPalastNutzung/Volkspalast (Berlín, Alemania, 2005)
  - Mención honorífica: Plaza Nera, plaza Bianca (Robbiano, Italia, 2005)
  - Mención honorífica: Plaza Bohaterów Getta (Cracovia, Polonia, 2005)

- 2008: Quinta edición 
  - Primer premio: Plaza de Barking Town (Londres, Reino Unido, 2008)
  - Mención especial: centrum.odorf (Innsbruck, Austria, 2006)
  - Mención especial: Other People’s Photographs (Folkestone, Reino Unido, 2008)
  - Mención especial: Torre del Homenaje (Huéscar, España, 2007)

- 2010: Sexta edición 
  - Premio ex aequo: Open-Air-Library (Magdeburg (Alemania), 2009)
  - Premio ex aequo: Ópera de Oslo (Oslo, Noruega, 2008)
  - Mención especial: Urban Activators: theater podium & brug Grotekerkplein (Róterdam, Países Bajos, 2009)
  - Mención especial: Paseo Marítimo de la Playa Poniente (Benidorm, España, 2009)
  - Mención especial: Passage 56 / espace culturel écologique (París, Francia, 2009)
  - Mención especial: Casetas de pescadores en el puerto (Cangas de Morrazo, España, 2008)

- 2012: Séptima edición 
  - Premio ex aequo: Preureditve nabrežij in mostovi na Ljubljanici (Liubliana, Eslovenia, 2011)
  - Premio ex aequo: Arranjament dels cims del Turó de la Rovira (Barcelona, España, 2012)
  - Mención especial: Exhibition Road (Londres, Reino Unido, 2011)
  - Mención especial: Mémorial de l'abolition de l'esclavage (Nantes, Francia, 2011)
  - Mención especial: Annorstädes (Malmö, Suecia, 2010)
  - Categoría especial: Acampada en la Puerta del Sol (Madrid, España, 2011)

- 2014: Octava edición 
  - Premio ex aequo: Reforma del puerto viejo (Marsella, Francia, 2013)
  - Premio ex aequo: «El valle trenzado» (Elche, España, 2013)
  - Mención especial: Apertura de los humedales de Rainham, (Londres, Reino Unido, 2014)
  - Mención especial: Cementerio islámico (Altach, Austria, 2012)
  - Mención especial: «Baana», corredor para ciclistas y peatones (Helsinki, Finlandia, 2012)
  - Mención especial: Teatro «La Lira» (Ripoll, España, 2012)

## Miembros del Comité de expertos
- Besnik Aliaj
- Jan Schreurs